# Julia Culp
Julia Bertha Culp (Groningen, 6 d'octubre de 1880 – Amsterdam, 13 d'octubre de 1970), fou una celebrada mezzosoprano durant els anys 1901-1919 anomenada El rossinyol alemany.
Primer estudià en el Conservatori d'Amsterdam i després amb Etelka Gerster a Berlín. El 1902-1903 viatjà arreu d'Itàlia i el 1904 per Anglaterra i Àustria-Hongria on fou molt aplaudida. També donà mostres del seu talent per Alemanya, Espanya, França, Dinamarca, Suècia, Noruega i Rússia. La seva magnifica veu de contralt i la seva excel·lent dicció musical li van assegurar un lloc preeminent entre els artistes de concert.